# Tara Kirk
Tara Kirk (n. 12 iulie 1982, Bremerton⁠(d), Washington, SUA) este o înotătoare ce a reprezentat Statele Unite ale Americii, medaliată olimpică. A participat la o ediție a Jocurilor Olimpice (2004) în care a câștigat două medalii de argint.